# ベンテシキューメー
ベンテシキューメー（古希: Βενθεσικύμη、古代ギリシア語ラテン翻字: Benthesicȳmē）は、ギリシア神話における海の女神である。長母音を省略してベンテシキュメとも表記される。その名は「深いところの波のうねり」の意。
海神ポセイドーンとアムピトリーテーの娘で、アポロドーロスによればトリートーンとロデーという兄弟がいた。ベンテシキューメーはポセイドーンとキオネーの子エウモルポスを父の命によりエチオピアで育てた。またベンテシキューメーは結婚しており、夫との間に2人の娘がいた。娘のうちの1人は成長したエウモルポスと結婚した。